# Ніколас Фрейзер
Ніколас Кемпбелл Фрейзер (англ. Nicholas Campbell Fraser; нар. 14 січня 1956) — британський палеонтолог, академік, куратор музею. Він спеціалізується на палеонтології хребетних тріасового періоду. З 2007 року він є хранителем природничих наук у Національних музеях Шотландії. З 1993 року — ад'юнкт-професор геології Технічного університету Вірджинії та з 2007 року в Університеті штату Північна Кароліна.

## Раннє життя
Фрейзер народився 14 січня 1956 року в місті Ноттінгем, графство Ноттінгемшир, Англія. Вивчав зоологію в Абердинському університеті та отримав ступінь бакалавра наук у 1978 році. Залишився в Абердіні, щоб закінчити аспірантуру з геології, а в 1984 році отримав ступінь доктора філософії (PhD).

## Кар'єра
Фрейзер розпочав свою кар'єру як академік і був науковим співробітником Гертон-коледжу у Кембриджі у 1985—1990 роках. З 1993 року він був ад'юнкт-професором геології в Virginia Tech; з 2007 року — в Університеті штату Північна Кароліна.
У 1990 році Фрейзер переїхав до Сполучених Штатів, де почав працювати у Музеї природної історії Вірджинії (VMNH). Там він пропрацював наступні 18 років. Він був куратором палеонтології хребетних з 1990 по 2007 рік, а також директором з досліджень і колекцій з 2004 по 2007 рік Потім продовжив працювати у музеї як науковий співробітник.
У 2007 році він повернувся до Великої Британії. Того року він приєднався до Національних музеїв Шотландії як куратор природничих наук і керівник департаменту природничих наук. Крім того, він брав участь у проєкті TW: eed (Tetrapod World: early evolution and diversity — «Світ чотириногих: рання еволюція та різноманітність») і в дослідженні хребетних тварин юрського періоду на острові Скай.
Протягом своєї кар'єри Фрейзер брав участь у низці розкопок в Китаї, Європі та Північній Америці. Він провів 10 сезонів розкопок у формації Моррісон у Вайомінгу, США. Він допоміг описати амотозавра - таністрофеїдного проторозавра середнього тріасу в Німеччині; Fuyuansaurus - рептилію-проторозавра із середнього тріасу в Китаї; і Eobalaenoptera.

## Вибрані твори
- Fraser, Nicholas C.; Sues, Hans-Dieter, ред. (1994). In the shadow of the dinosaurs: early Mesozoic tetrapods. Cambridge: Cambridge University Press. ISBN 978-0521452427.
- Fraser, Nicholas; Henderson, Douglas (2006). Dawn of the dinosaurs: life in the Triassic. Bloomington: Indiana University Press. ISBN 978-0253346520.
- Sues, Hans-Dieter; Fraser, Nicholas C. (2010). Triassic life on land: the great transition. New York: Columbia University Press. ISBN 978-0231135221.
- Stephen L. Brusatte; Mark T. Young; Thomas J. Challands; Neil D. L. Clark; Valentin Fischer; Nicholas C. Fraser; Jeff J. Liston; Colin C. J. MacFadyen; Dugald A. Ross (2015). Ichthyosaurs from the Jurassic of Skye, Scotland. Scottish Journal of Geology. 51 (1): 43—55. doi:10.1144/sjg2014-018.
- Fraser, Nicholas C.; Sues, Hans-Dieter, ред. (2017). Terrestrial conservation Lagerstätten: windows into the evolution of life on land. Edinburgh: Dunedin Academic Press. ISBN 978-1780460147.